# Sielsowiet Putryszki
Sielsowiet Putryszki (biał. Путрышкаўскі сельсавет, ros. Путришковский сельсовет) – sielsowiet na Białorusi, w obwodzie grodzieńskim, w rejonie grodzieńskim. Sąsiaduje z Grodnem.
24 kwietnia 2008 część terytorium sielsowietu zostało włączone w granice Grodna.

## Miejscowości
- agromiasteczko:
  - Putryszki
- wsie:
  - Czeszczewlany
  - Dąbrowa
  - Jałowszczyzna
  - Kaplica Mała
  - Kaplica Wielka
  - Kąkole
  - Ostrówek 1
  - Pierszaje Maja
  - Przygodzicze
  - Rusota
  - Rusota Kamienna
  - Szczeczynowo
  - Zabłoć
  - Zarzyca